# Bracon pallens
Bracon pallens är en stekelart som beskrevs av Cresson 1865. Bracon pallens ingår i släktet Bracon och familjen bracksteklar. Inga underarter finns listade.